# Zuiderzeetramweg

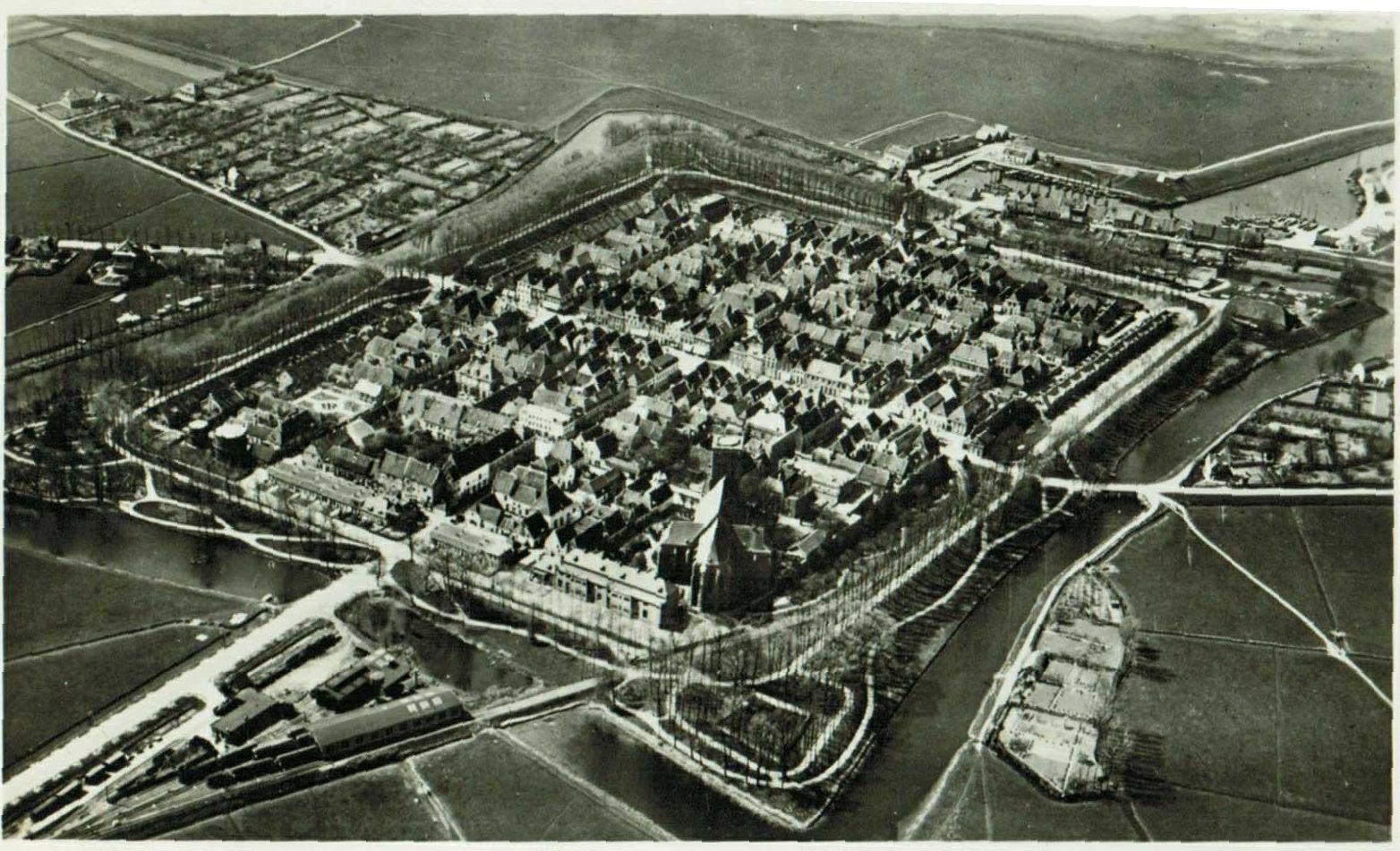
Elburg met op de voorgrond de remise van de Zuiderzeetram.

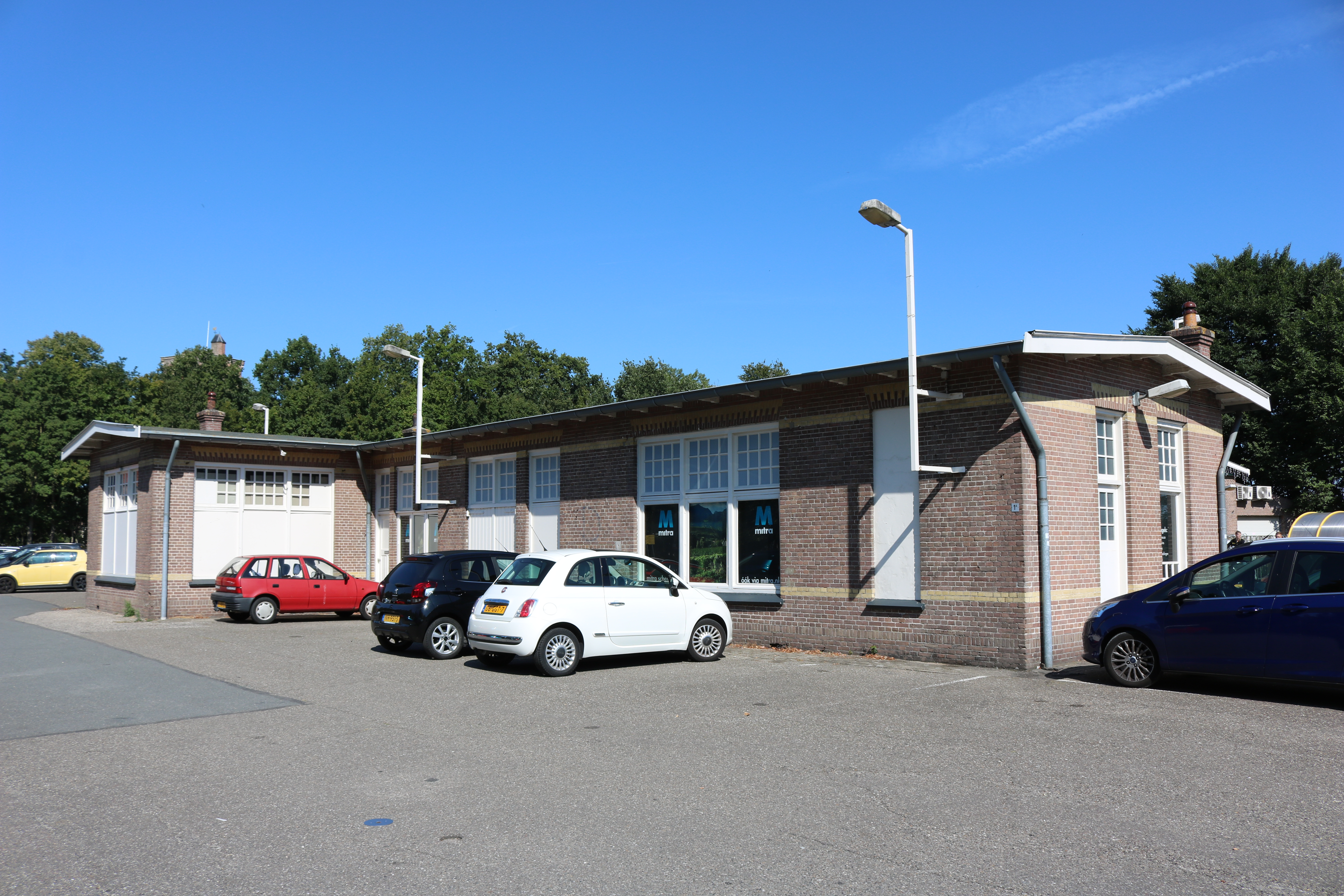
Het voormalige tramstation van Elburg

De Zuiderzeetramweg was een stoomtramlijn op normaalspoor van Hattemerbroek via Elburg naar Nunspeet met een zijtak van Wezep naar De Zande, die van 1908 tot 1931 in bedrijf is geweest.

## Lijnen
De NCS kreeg in 1907 de concessie. Zij voerde deze concessie uit middels haar dochter NBM. 
In 1908 werd de tramlijn Nunspeet - Hattemerbroek geopend. In Nunspeet was er een aansluiting op de spoorlijn Utrecht - Kampen, ook van de NCS. In Elburg was de remise van de tramlijn. Hier doorsneed de lijn de wallen van het stadje. Bij IJsselvliedt takte de in 1914 geopende zijlijn Wezep - De Zande af om bij stopplaats De Zande aan te sluiten op de spoorlijn Hattem - Kampen Zuid. Vanaf Hattemerbroek volgde de tram weer de spoorlijn Utrecht - Kampen tot aan station Zwolle.

## Exploitatie
De lijn kwam in de eerste vijf jaren uit de kosten maar dat ontwikkelde zich daarna negatief. Na 1915 werd er verlies gemaakt. In 1919 werd de exploitatie samen met de andere lijnen van de NCS overgenomen door SS. In de jaren 20 ging het vervoer achteruit. De lijn naar Kampen Zuid was altijd sterk verliesgevend geweest. In 1931 werd de Zuiderzeetramweg dan ook opgeheven. De verbinding naar verffabriek de Veluwe in Nunspeet bleef daarna voortbestaan als bedrijfsraccordement.

## Materieel

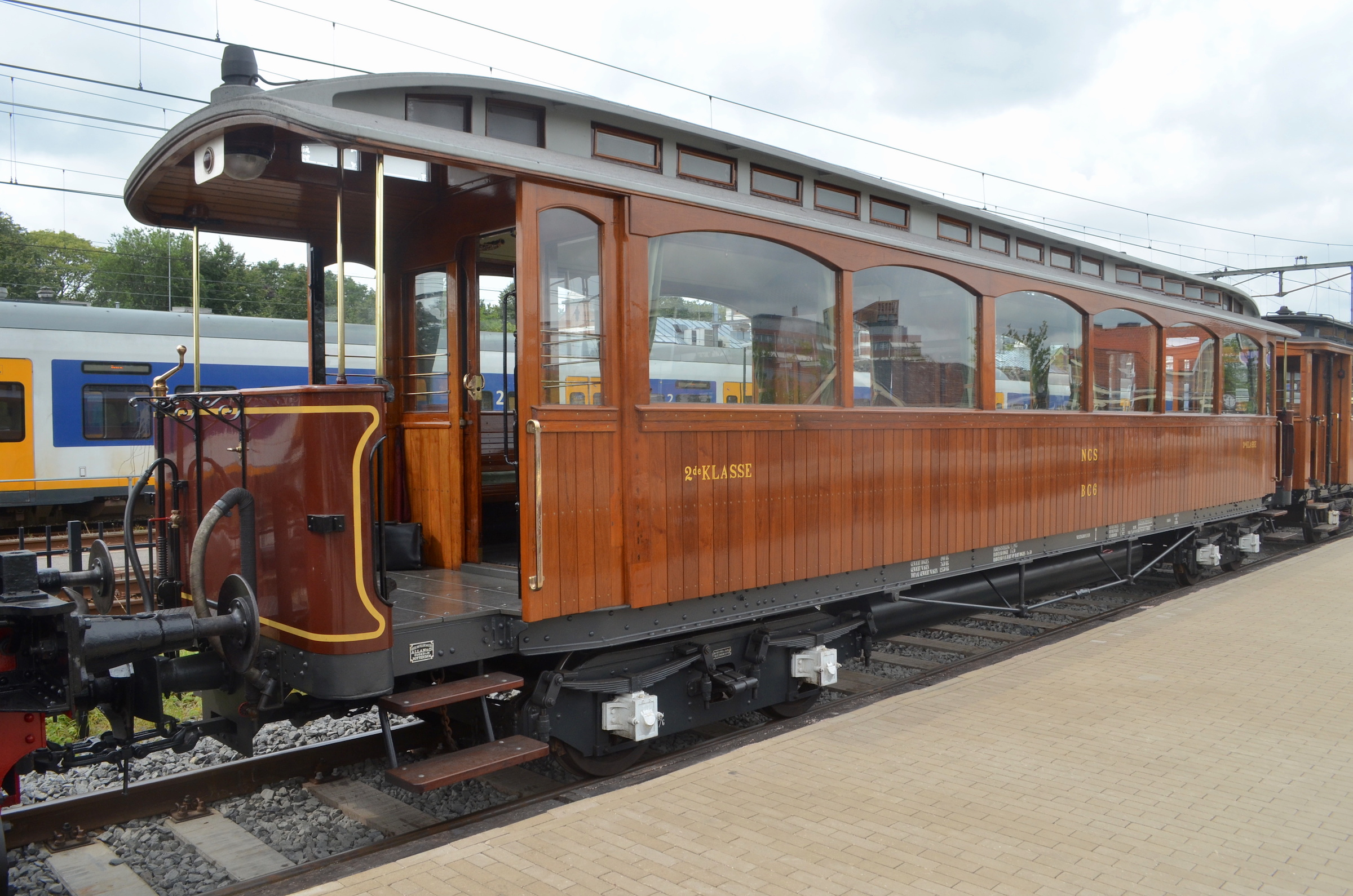
Rijtuig NCS BC 6 bij de Stoomtram Hoorn-Medemblik te Hoorn; 18 juli 2023.

De locomotieven NCS 1-5 waren gebouwd door Backer en Rueb in 1908 en hadden het uiterlijk van de klassieke tramlocomotieven van deze fabrikant met hun over de hele locomotief gebouwde kast. Ze behoorden tot grotere exemplaren van dit type. Ze kregen na de overname in 1919 van de exploitatie door SS van de NCS-lijnen de nummers 26-30 en bij NS hadden ze nummers 41-45.
Locomotief NCS 6 was gebouwd door Hohenzollern. Deze kende al enige geschiedenis voordat de machine bij de Zuiderzeetram terechtkwam. Hij was gebouwd als vuurloos stoommotorrijtuig bij de paardentramlijn Utrecht – Zeist, waar de NCS het in 1903 als proef in dienst stelde. Het onderstel werd door werkplaats van de NCS in Utrecht verbouwd tot de stoomlocomotief voor de Zuiderzeestoomtram. De locomotief is maar weinig ingezet.
De NCS 7-8 waren gebouwd door Maffei. Het waren locomotieven met een afzonderlijk machinistenhuis en een volbezette oververhitter. Bij SS kregen ze nummers 31-32 en bij NS de nummers 61-62.
De Zuiderzeestoomtram beschikte over negen vierassige rijtuigen waarvan er vier gebouwd waren door De Groot en twee door Allan. Deze rijtuigen waren van de klasse BC (tweede en derde klasse). De drie rijtuigen die gebouwd waren door Van der Zypen & Charlier waren van de klasse C (derde klasse). De lijn had de beschikking over zes twee-assige rijtuigen. Het oudste was gebouwd bij Herbrand in Köln-Deutz en had al de nodige verbouwingen achter de rug toen deze bij de Zuiderzeetram terechtkwam. Daar werd dit nauwelijks gebruikt. De vijf overige zijn gebouwd door Van der Zypen & Charlier in 1908. Zie verder het artikel NCS-rijtuigen voor de Zuiderzeestoomtram.
Daarnaast beschikte de lijn over zes postbagagewagens, tien gesloten goederenwagens, vijftien twee-assige open platte goederenwagens en vijf vierassige open goederenwagens. Ten slotte beschikte de lijn over vijf veewagens.

## Overblijfselen
In Elburg zijn bij de ingang van de vesting anno 2024 nog te zien: het voormalige tramstation met daarnaast twee loodsen. De loodsen (links de locomotievenloods, rechts de rijtuigenloods) worden tegenwoordig gebruikt als supermarkt; in het stationsgebouw is onder andere een slijterij gevestigd. In de vesting is nog een keermuur te zien waar de tramlijn ooit de vesting inreed. Ook zijn er nog twee bruggenhoofden in de stadsgracht te zien waar de tramlijn de gracht kruiste. In Oldebroek is het tramstation bewaard gebleven.